# Shape〜in the shape of wing〜
「Shape〜in the shape of wing〜」（シェイプ・イン・ザ・シェイプ・オブ・ウィング）は、日本のロックバンド、Laputaの9枚目のシングル。2000年10月25日発売。発売元は日本クラウン。

## 概要
- 日本テレビ系『号外!!爆笑大問題』エンディングテーマ[3]。
- 3曲ともPVが製作されており、ビデオクリップ集「CLIPS OF CRUNCH L∞P III」、ベストアルバム『Best AL+CLIP 2000〜2004』の付属DVDに収録された。
- 表題曲中の英語のナレーションはデュラン・デュランのベーシストジョン・テイラーによるもの[4]。

## 収録曲
1. Shape〜in the shape of wing〜
  - 作詞：aki、作曲:aki
2. Ticker
  - 作詞：aki、作曲:Junji
3. Final
  - 作詞:Kouichi、作曲:Kouichi

## 収録アルバム
- 『楽〜ヘブン〜園』（#1）
- 『Best AL+CLIP 2000〜2004』（#1、#3）